# Ronde van Picardië
De Ronde van Picardië was een meerdaagse wielerwedstrijd gehouden in de Franse streek Picardië.

## Geschiedenis
De Ronde van Picardië was de voortzetting van twee wedstrijden; de Ronde van de Oise, die van 1936 tot en met 1939 en van 1950 tot en met 1999 verreden werd, en de Grand-Prix du Courrier Picard, welke zijn hoogtijdagen in de periode 1950-1960 kende. De Ronde van Picardië viel op de wielerkalender precies tussen de voorjaarsklassiekers en de grote ronden en maakte sinds diens start in 2005 deel uit van de UCI Europe Tour, en had een UCI categorie 2.1 kwalificatie. De wedstrijd werd georganiseerd door de Amaury Sport Organisation, ook de organisator van de Ronde van Frankrijk.
Uit Nederland was Jo de Haan in 1960 de eerste renner die de koers won. De tweede en derde overwinning dateren van 1987 en 1995 toen Jelle Nijdam zegevierde. In 2009 kwam hier de vierde zege bij door Lieuwe Westra, uitkomend voor Vacansoleil.
Uit België was Walter Boucquet in 1968 de eerste van tien winnaars die elf zeges boekten. In 1970 werd hij gevolgd door Frans Verbeeck, door André Dierickx in 1971, Emiel Gijsemans in 1976, Willy Teirlinck in 1977 en 1978 (en daarmee de eerste renner die de wedstrijd twee keer won), Jean-Luc Vandenbroucke in 1981, Jozef Lieckens in 1985, Hendrik Redant in 1990, Wilfried Nelissen in 1991 en Kris Boeckmans was in 2015 de laatste Belg die de Ronde van Picardië won.
Naast Willy Teirlinck en Jelle Nijdam zijn de Fransman Gilbert Duclos-Lassalle (1982, 1986) en de Deen Michael Sandstød (2000, 2002) de enige twee andere renners die de koers twee keer wonnen.
In september 2016 kondigde de organisatie aan te stoppen met het organiseren van de koers.

## Lijst van winnaars

### Meervoudige winnaars
| Overwinningen | Renner                  | Jaren      |
| ------------- | ----------------------- | ---------- |
| 2             | Willy Teirlinck         | 1977, 1978 |
| 2             | Gilbert Duclos-Lassalle | 1982, 1986 |
| 2             | Jelle Nijdam            | 1987, 1995 |
| 2             | Michael Sandstød        | 2000, 2002 |

### Overwinningen per land
| Overwinningen | Land                                                           |
| ------------- | -------------------------------------------------------------- |
| 34            | Frankrijk                                                      |
| 12            | België                                                         |
| 6             | Duitsland                                                      |
| 4             | Nederland                                                      |
| 2             | Denemarken, Estland, Spanje, Verenigd Koninkrijk               |
| 1             | Australië, Canada, Ierland, Kazachstan, Luxemburg, Zuid-Afrika |

2000 · 2001 · 2002 · 2003 · 2004 · 2005 · 2006 · 2007 · 2008 · 2009 · 2010 · 2011 · 2012 · 2013 · 2014 · 2015 · 2016